# Journal of Differential Equations
Das Journal of Differential Equations ist eine dreimal monatlich erscheinende mathematische Fachzeitschrift, die sich mit Theorie und Anwendungen von Differentialgleichungen befasst. Adressaten sind nicht nur Mathematiker, sondern auch Ingenieure, Physiker und andere Naturwissenschaftler, für die Differentialgleichungen ein Werkzeug der Forschung sind. Sie erscheint seit 1965 und wird von Elsevier (Academic Press) in San Diego herausgegeben.